# Дуванное
Дуванное — деревня в составе Опаринского района Кировской области. 

## География
Находится на расстоянии примерно 26 километров по прямой на юго-запад от районного центра поселка Опарино.

## История
Деревня известна с 1727 года, когда в ней было учтено 12 жителей мужского пола. В 1859 году отмечено дворов 16 и жителей 116, в 1926 55 и 273, в 1950 50 и 141, в 1989 году было 132 жителя. До 2021 года входила в Стрельское сельское поселение Опаринского района, ныне непосредственно в составе Опаринского района.

## Население
Постоянное население  составляло 93 человек (русские 87%) в 2002 году, 43 в 2010.